# Portillo de Soria
Portillo de Soria és un municipi de la província de Sòria, a la comunitat autònoma de Castella i Lleó.